# Kampffront Schwarz-Weiß-Rot

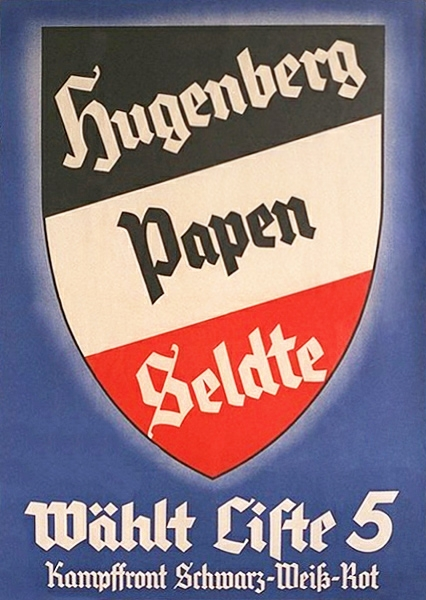
Wahlplakat für die Kampffront-Kandidaten Alfred Hugenberg, Franz von Papen und Franz Seldte

Die Kampffront Schwarz-Weiß-Rot war ein nach den alten Reichsfarben Schwarz-Weiß-Rot benanntes Wahlbündnis aus Deutschnationaler Volkspartei (DNVP) und Stahlhelm, die beide im Kabinett Hitler vertreten waren. Die Kampffront wurde am 11. Februar 1933 gegründet, um der Hitlerregierung in der bevorstehenden Reichstagswahl am 5. März die fehlende parlamentarische Mehrheit im Reichstag zu verschaffen. Sie war de facto von der DNVP dominiert. Bei einem geheimen Treffen Hitlers mit Industriellen am 20. Februar 1933 wurde der NSDAP zusammen mit der Kampffront ein Wahlfonds von 3 Millionen Reichsmark von Industriellen zugesagt, von dem die Kampffront 25 % erhalten sollte. Bei der Reichstagswahl erreichte die Kampffront 8 % der Stimmen, womit der Regierung Hitler die gewünschte Mehrheit zufiel.
Ihre Führer Hugenberg, Papen und Seldte traten auch bei der Reichstagswahl im November 1933 auf der einzig zugelassenen Liste der NSDAP unter den namentlich auf dem Stimmzettel aufgeführten ersten zehn Kandidaten an. Auch weitere Mitglieder der Kampffront gehörten zu den 22 sogenannten Gästen auf der Liste der NSDAP, die anschließend in den Reichstag einzogen.